# Фронт независимости (Бельгия)
«Фронт независимости» (фр. Front de l'Indépendance нидерл. Onafhankelijkheidsfront) — подпольная военно-политическая организация, которая была создана в 1941 году бельгийскими коммунистами совместно с представителями других левых сил и действовала в 1941—1944 годы на территории Бельгии, оккупированной Третьим рейхом. Участвовала в Движении сопротивления параллельно с другой антифашистской организацией — Секретной армией, подчинявшейся правительству в эмиграции.

## История
«Фронт независимости» был создан в ноябре 1941 года, после совещания представителей четырёх антифашистских организаций (от коммунистов участвовали А. Марто и П. Жуа, от организации журналистов — коммунист Фернанд Демани, от либералов — инженер Просэ, от католиков — отец Андре Роланд). В состав Фронта вошли коммунисты и сторонники левых сил.

## Организационная структура
Общее руководство Фронтом осуществлял национальный комитет — «Comité National» из трёх человек, который возглавлял коммунист Альбер Марто (Albert Marteaux). В начале 1944 года при руководстве Фронта был создан Координационный комитет, который занимался согласованием действий Фронта с организациями движения Сопротивления, не входившими в состав Фронта.
В состав Фронта вошли несколько организаций:
- народные комитеты взаимопомощи и солидарности («Solidarité») — созданы в 1940 году, оказывали помощь беженцам и лицам, скрывавшимся от оккупационных властей. Среди активистов были бывшие участники бельгийской секции МОПР[1];
- «Валлонский фронт» («Wallonie libre») — создан 18 июля 1940 года в Льеже по инициативе коммунистов Э. Бюрнеля и Т. Дежаса;
- «Бельгийская армия партизан» (les Partisans armés) — военная организация, была создана под руководством члена ЦК компартии Бельгии Р. Диспи. Её задачами являлось вооружённое сопротивление, организация диверсий и саботаж мероприятий оккупационных властей. Печатным изданием «Бельгийской армии партизан» являлась газета «Партизан»;
- подпольные профсоюзные комитеты — первые ячейки были созданы летом 1940 года, в дальнейшем их количество увеличивалось. Профсоюзные комитеты действовали на заводах, шахтах и железнодорожном транспорте, они занимались организационной работой, отстаиванием трудовых прав рабочих (в том числе, через бойкот представителей заводской администрации и их указаний, и организацию забастовок), экономическим саботажем (выведение из строя оборудование, порча продукции, противодействовали отправке бельгийских рабочих в Германию)… в 1943 году на основе профсоюзных комитетов были созданы «комитеты профсоюзной борьбы»[2]. В общей сложности, профкомитеты объединяли 170 тыс. рабочих[3];
- Патриотическая милиция («les Milices patriotiques») — создана в 1943 году, являлась организованным резервом для партизанских отрядов Фронта[4]
- «Движение в защиту крестьян» — в составе Фронта с 1943 года[5]
- «Österreichische Freiheitsfront» — антифашистская организация с центром в Брюсселе, объединяла коммунистов и антифашистов из числа австрийских и немецких политических эмигрантов. Издавала и распространяла газету «Die Wahrheit», листовки на немецком языке, ряд активистов организации участвовал в боевых действиях в составе партизанских отрядов.
- «Общество бельгийско-советской дружбы»
- «Союз женщин» — женская общественно-политическая организация
- «Национальное объединение молодёжи» — патриотическая молодёжная организация
- «Комитет защиты евреев» — основанная супругами Ивонной и Герцом Йоспа подпольная группа для укрытия еврейских детей в бельгийских семьях и домах-интернатах.

### Структура вооружённых формирований
Основными боевыми единицами «Бельгийской армии партизан» являлись:
- боевые группы («Groupes d’Action») — как правило, «тройки» из трех человек, но были также «мобильные группы» на автомашинах. Бойцы боевых групп в период с сентября 1942 года до августа 1944 года уничтожили 100 оккупантов и свыше 110 коллаборационистов и предателей, а в дальнейшем приняли участие в боях за освобождение страны[6].
- партизанские отряды — военизированные вооружённые формирования, в зависимости от численности, разделялись на роты, батальоны (трёхротного состава), полки и корпуса.
- патриотическая милиция — являлась организованным резервом для партизанских отрядов Фронта

Общая численность «Бельгийской армии партизан» составляла около 2 тыс. человек.

### Административно-территориальное деление
Территория страны была разделена на пять округов:
- Брабант,
- Льеж — Люксембург,
- Эно,
- Гент — Брюгге,
- Антверпен — Лимбург.

## Деятельность
Антифашистская деятельность Фронта принимала различные формы. Основными формами деятельности подпольных организаций было ведение агитации, участие в разведывательной деятельности, саботаж и организация диверсий. Партизанские отряды совершали диверсии и вооружённые нападения на противника.

### Боевые операции, диверсии и саботаж
- в марте 1942 г. были выведены из строя генераторы центральной электростанции, снабжавшей энергией угольные шахты в районе Монсо-Фонтен
- 22 июня 1942 года, в годовщину нападения Германии на СССР был осуществлён взрыв в здании гестапо в Брюсселе[2];
- 20 сентября 1942 года — взорвана насосная станция на металлургическом комбинате «Угрэ-Марие», в результате диверсии остановлены 16 доменных печей на 16 недель;
- 1 января 1944 года в городах Вевельгем, Лауве, Маркке и Куртрэ сожжено оборудование 34 заводов, вывезенных с Украины[7]
- в ночь на 15 марта 1944 года выведены из строя мосты и железнодорожное полотно в районе Шарлеруа[7]
- в ночь на 19 марта 1944 года совершена диверсия на железной дороге Урт-Амблев, движение прекращено на 10 суток[7]
- в ночь на 19 марта 1944 года в районе Урт-Амблев сожжена авторемонтная мастерская с 52 автомашинами, общий ущерб от диверсии составил 30 млн бельгийских франков[7]
- в период с 3 по 12 сентября 1944 года 2 тыс. бойцов Бельгийской армии партизан вели бои с немецкими войсками на левом берегу реки Маас, ими были захвачены неповреждённые мосты через реку Урт (в городе Эсне и в городе Реконь), казармы в Ле Шартрез, 23 тыс. пленных (в том числе, одного генерала), 6 артиллерийских орудий и свыше 100 автомашин. В боях за Антверпен 7 сентября 1944 года партизаны захватили Страсбургский мост, мост Альбера, шлюзы и заминированные немцами корабли, находившиеся в порту, а также уничтожили подразделения немцев в районе доков[8]

В общей сложности, в период с сентября 1942 года по август 1944 года боевые группы Фронта и партизанские отряды «Бельгийской армии партизан» уничтожили 962 гитлеровцев и 1137 коллаборационистов и предателей, ранили 1 тыс. оккупантов и 255 предателей, вывели из строя и уничтожили 641 паровоз, 10 тыс. вагонов, 309 барж, 1 плотину, 36 шлюзов, 11 электростанций и телефонных узлов, 1681 опору ЛЭП.

### Печатные издания и иные формы агитации
Важным направлением деятельности Фронта являлась информационно-пропагандистская деятельность.
Печатным изданием Фронта являлась газета «Front».
- в общей сложности, «Фронт» и организации, входившие в его состав, издали свыше 100 наименований печатных изданий, в том числе газеты «Красное знамя» (с августа 1940 года «Драпо руж» на французском языке, с февраля 1941 года — «Роде ваан» на фламандском), «Информационный бюллетень», газета «Вуа борен», «Клертэ», «Страйг», «Жюстин либр», «Аксьон синдикаль», «Партизан», «Пейзан» и др.
- 9 ноября 1943 года, активисты «Фронта независимости» выпустили и распространили подложный номер газеты «Le Soir» от 11 ноября 1943 года (получивший название «Faux Soir»). Содержание номера было посвящено 25-й годовщине поражения Германии в Первой мировой войне.

Информационная работа строилась с учетом противодействия пропаганде противника.

## После войны
После окончания войны "Фронт независимости" продолжил действовать как общественная организация (объединяющая участников движения Сопротивления, узников концлагерей и людей, подвергавшихся репрессиям и преследованиям во время немецкой оккупации Бельгии), участники которой выступали за снижение уровня конфронтации с СССР, против "гонки вооружений" и за сокращение количества ядерного оружия в Европе.